# Chelsea Noble
Chelsea Noble (née sous le nom de Nancy Mueller) est une actrice américaine. Elle est connue pour son rôle sous le nom de Kate McDonnell dans la série télévisée humoristique Quoi de neuf docteur ? entre 1989 et 1992. Elle est mariée à son ancienne co-vedette dans la série Growing Pains, Kirk Cameron, et est la belle-sœur de l'ancienne star de la série Full House, Candace Cameron Bure.

## Carrière
Chelsea Noble est apparue dans un épisode datant de 1997, dans la série télévisée Seinfeld intitulé "The English Patient". Elle a joué le rôle de Hattie Durham dans la trilogie Left Behind avec son mari Kirk Cameron. Avant les films Left Behind, Chelsea et Kirk ont partagé la vedette dans A Little Piece of Heaven avec Cloris Leachman. Elle a également eu plusieurs caméos non crédités dans des films mettant en lumière Cameron en tant que "doublure pour embrasser". Kirk Cameron a refusé d'embrasser toute femme autre que la sienne, ainsi pour les scènes romantiques, l'actrice jouant sa compagne était remplacée par Chelsea Noble dans un costume approprié. Elle était également filmée grâce à un plan à distance ou de derrière. Il est possible de le constater dans la scène de la caserne de pompiers dans le film Fireproof.
En 2014, elle partage la vedette avec son mari dans le film indépendant Mercy Rule, jouant un couple marié avec deux enfants. Bien qu'il ne s'agisse pas du premier film dans lequel ils ont joué mari et femme (après l'avoir fait dans deux téléfilms Growing Pains), c'est la première fois que son rôle lui est attribué en tant que Chelsea Cameron.

## Vie personnelle
Chelsea Noble a rencontré Kirk Cameron pendant qu'il rendait visite à sa petite sœur Candace sur le tournage de la série Full House. Ils ont ensuite joué ensemble dans la série Growing Pains. Puis ils sont sortis ensemble dans la vraie vie. Le couple s'est marié le 21 juillet 1991 à Cheektowaga, à New York , et élève six enfants - quatre enfants adoptés, et deux enfants biologiques. Chelsea et Kirk sont tous deux chrétiens évangéliques. Ils ont fondé la Fondation Firefly, qui gère le camp de vacances Camp Firefly.

## Filmographie
| Année     | Titre                                | Rôle                  | Notes                                            |
| --------- | ------------------------------------ | --------------------- | ------------------------------------------------ |
| 1988      | Full House                           | Samantha              | Épisodes: "The Seven-Month Itch" (Parties 1 & 2) |
| 1988      | Days of Our Lives                    | Kristina Andropolous  | Séries                                           |
| 1988–1989 | Who's the Boss?                      | Cynthia               | Épisodes: "My Fair Tony" et "Teacher's Pet"      |
| 1989      | Cheers                               | Laurie Marlowe        | Épisode: "Send in the Crane"                     |
| 1989      | Booker                               | Taryn McKay           | Épisode: "Bête Noir"                             |
| 1989–1992 | Growing Pains                        | Kate MacDonald        | 14 épisodes                                      |
| 1991      | A Little Piece of Heaven             | Carrie Lee            | Film                                             |
| 1993      | Doogie Howser, M.D.                  | Rachel                | Épisode: "You've Come a Long Way, Babysitter"    |
| 1994      | Star Struck                          | Robyn Call            | Film                                             |
| 1995–1996 | Kirk                                 | Elizabeth Waters      | 31 épisodes                                      |
| 1997      | Seinfeld                             | Danielle              | Épisode: "The English Patient"                   |
| 1998      | You Lucky Dog                        | Alison Taylor         | Film                                             |
| 2000      | The Growing Pains Movie              | Kate MacDonald Seaver | Film                                             |
| 2004      | Growing Pains: Return of the Seavers | Kate MacDonald Seaver | Film                                             |

| Année | Titre                             | Rôle                          | Notes                                                |
| ----- | --------------------------------- | ----------------------------- | ---------------------------------------------------- |
| 1990  | Instant Karma                     | Penelope                      |                                                      |
| 1990  | The Willies                       | Anchor Woman                  |                                                      |
| 2000  | Left Behind: The Movie            | Hattie Durham                 |                                                      |
| 2002  | Left Behind II: Tribulation Force | Hattie Durham                 |                                                      |
| 2005  | Left Behind: World at War         | Hattie Durham                 |                                                      |
| 2008  | Fireproof                         | Catherine Holt (scène finale) |                                                      |
| 2014  | Mercy Rule                        | Maddie Miller                 | Sortie directe en vidéo; en tant que Chelsea Cameron |